# ویل نوریس
ویل نوریس (انگلیسی: Will Norris؛ زادهٔ ۱۲ اوت ۱۹۹۳) بازیکن فوتبال اهل بریتانیا است.
از باشگاه‌هایی که در آن بازی کرده‌است می‌توان به باشگاه فوتبال براینتری تاون، باشگاه فوتبال کمبریج یونایتد، باشگاه فوتبال هتفیلد تاون، و باشگاه فوتبال رویستون تاون اشاره کرد.